# Juuso Riksman
Juuso Anreas Riksman (* 1. April 1977 in Helsinki) ist ein finnischer Eishockeytorwart, der seit zuletzt beim EC Red Bull Salzburg aus der Erste Bank Eishockey Liga unter Vertrag stand.

## Karriere
Juuso Riksman begann seine Karriere als Eishockeyspieler in seiner Heimatstadt in der Nachwuchsabteilung von HIFK Helsinki, für dessen U20-Junioren er von 1994 bis 1998 in der höchsten finnischen Spielklasse dieser Altersklasse aktiv war. Anschließend gab er im Laufe der Saison 1997/98 sein Profidebüt für Hermes Kokkola aus der zweitklassigen I divisioona. Nach eineinhalb Jahren bei Hermes, wechselte der Torwart zur Saison 1999/2000 zum schwedischen Verein Kiruna IF aus der drittklassigen Division 1, mit dem er auf Anhieb den Aufstieg in die zweite Liga, die Allsvenskan, erreichte. Nach einem weiteren Jahr bei Hermes in der neuen zweiten finnischen Spielklasse, der Mestis, kehrte er zur Saison 2001/02 zu HIFK Helsinki zurück, für das er in seinem Rookiejahr in der SM-liiga in 21 Spielen einen Gegentorschnitt von 2,50 und eine Fangquote von 91,2 Prozent aufwies. Parallel kam er zu weiteren neun Einsätzen in der Mestis für Haukat und FPS Forssa.
Von 2002 bis 2004 stand Riksman bei MODO Hockey Örnsköldsvik in der schwedischen Elitserien zwischen den Pfosten. Die Saison 2004/05 begann er beim HC Alleghe in der italienischen Serie A1, kehrte jedoch zur Saisonmitte nach Finnland zurück, wo er einen Vertrag in der SM-liiga bei Ilves Tampere erhielt. Von 2005 bis 2007 verbrachte der Nationalspieler je eine Saison bei Ilves Ligarivalen Ässät Pori und dem Hauptstadtklub Jokerit Helsinki. Mit beiden Mannschaften wurde er Vizemeister. In der Saison 2005/06 konnte er sich bei Ässät Pori auch persönlich in Szene setzen und wurde zunächst im Dezember 2005 Spieler des Monats der SM-liiga. Am Saisonende wurde er in das All-Star Team der Liga gewählt und er erhielt die Urpo-Ylönen-Trophäe als bester Torwart. Vor allem in der Hauptrunde hatte er mit einem Gegentorschnitt von 2,03 und einer Fanquote von 93,5 Prozent in 52 Spielen überzeugen. 
Die Saison 2007/08 verlief für Riksman turbulent. Zunächst begann er diese bei den St. Louis Blues, für deren Farmteam, die Peoria Rivermen, er in der American Hockey League bei seinem Debüt gegen die Rockford IceHogs in weniger als acht Minuten zwei Gegentore zuließ. Daraufhin weigerte sich Riksman weiter für Peoria zu spielen und er wechselte zum schwedischen Elitserien-Teilnehmer Färjestad BK, wo er wiederum überzeugen konnte. Aus diesem Grund erhielt er einen Vertrag bis Saisonende beim russischen Spitzenklub Lokomotive Jaroslawl aus der Superliga. Die Saison 2008/09 war für Riksman die persönlich beste. Bei seinen 45 Einsätzen in der Hauptrunde ließ er nur 1,76 Gegentore pro Spiel zu und konnte sich mit einer Fangquote von 94,3 Prozent auszeichnen, welche gleichzeitig die beste Fangquote aller Torhüter der SM-liiga war. Für seinen guten Leistungen erhielt er am Saisonende gleich mehrere bedeutende Trophäen. Zum zweiten Mal in seiner Laufbahn erhielt er die Urpo-Ylönen-Trophäe als bester Torwart der SM-liiga, die Lasse-Oksanen-Trophäe als bester Spieler der Hauptrunde und die Kultainen kypärä als bester Spieler der gesamten Saison. Darüber hinaus wurde er ebenfalls zum zweiten Mal in seiner Karriere in das All-Star Team gewählt. 
Nach einem weiteren Jahr bei Jokerit, wurde Riksman zur Saison 2010/11 von seinem Heimatverein HIFK Helsinki verpflichtet, mit dem er vor Beginn der SM-liiga-Spielzeit an der European Trophy teilnahm. Für HIFK war er zunächst Stammspieler in der SM-liiga, kam jedoch auch in der zweitklassigen Mestis für Kiekko-Vantaa zum Einsatz. Nach der Verpflichtung von Dennis Endras kam Riksman nur noch als Ersatztorhüter zum Einsatz und absolvierte im Sommer 2012 ein Probetraining bei Atlant Mytischtschi. Nachdem kein Vertrag beim KHL-Klub zustande gekommen war, wurde er Ende August 2012 von den Espoo Blues verpflichtet. Für die Blues absolvierte er in der Folge 35 Einsätze in der SM-liiga, ehe er im Mai 2013 innerhalb der Liga zu Ässät Pori zurückkehrte.
Vor der Saison 2015/16 wechselte er nach Italien zum HC Pustertal, den er Ende Januar 2016 verließ.
Ab Februar 2016 bis zum Saisonende 2015/16 stand er beim EC Red Bull Salzburg aus der Erste Bank Eishockey Liga unter Vertrag.

### International
Für Finnland nahm Riksman an der Weltmeisterschaft 2009 sowie 2004 und 2009 an der Euro Hockey Tour teil, kam jedoch einzig bei der Euro Hockey Tour 2009 zu vier Einsätzen, während er bei den anderen beiden Turnieren ausschließlich auf der Bank saß.

## Erfolge und Auszeichnungen
| - 2000 Aufstieg in die Allsvenskan mit Kiruna IF - 2005 SM-liiga-Spieler des Monats Dezember - 2006 Finnischer Vizemeister mit Ässät Pori - 2006 SM-liiga All-Star Team - 2006 Urpo-Ylönen-Trophäe - 2007 Finnischer Vizemeister mit Jokerit Helsinki - 2009 SM-liiga All-Star Team | - 2009 Kultainen kypärä - 2009 Lasse-Oksanen-Trophäe - 2009 Urpo-Ylönen-Trophäe - 2009 Beste Fangquote der SM-liiga - 2011 Finnischer Meister mit Helsingfors IFK - 2011 Urpo-Ylönen-Trophäe - 2011 SM-liiga All-Star Team |